# Тюрюштамак
Тюрюштамак (баш. Төрөштамак) — деревня в Благоварском районе Республики Башкортостан Российской Федерации. Входит в состав Кучербаевского сельсовета. 

## География

### Географическое положение
Расстояние до:
- районного центра (Языково): 43 км,
- центра сельсовета (Старокучербаево): 8 км,
- ближайшей ж/д станции (Благовар): 58 км.

## История
В «Списке населенных мест по сведениям 1870 года», изданном в 1877 году, населённый пункт упомянут как деревня Тюрюш-Тамак 3-го стана Белебеевского уезда Уфимской губернии. Располагалась при речке Тюрюше, по правую сторону просёлочной дороги из Белебея в Бирск, в 100 верстах от уездного города Белебея и в 55 верстах от становой квартиры в селе Шаран (Архангельский Завод). В деревне, в 18 дворах жили 97 человек (51 мужчина и 46 женщин, татары), была мечеть.

## Население
| 2002 | 2009 | 2010 |
| ---- | ---- | ---- |
| 101  | ↗120 | ↘93  |

Согласно переписи 2002 года, преобладающие национальности — башкиры (52 %), татары (39 %).